# Strach

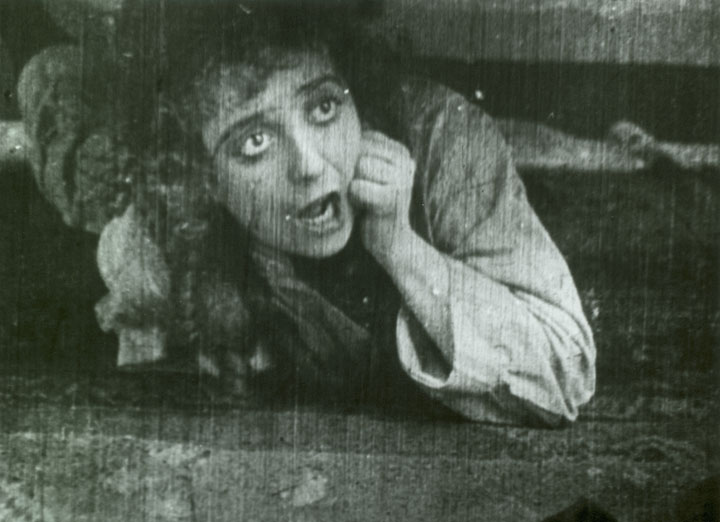
Ilustrativní obrázek vystrašené tváře z filmu Chaplin v hotelu

Strach je emoce, vznikající jako reakce na hrozící nebezpečí. Doprovázejí ho neurovegetativní projevy, zpravidla zblednutí, chvění, zrychlené dýchání, bušení srdce, zvýšení krevního tlaku, někdy husí kůže. Jde o normální reakci na skutečné nebezpečí nebo ohrožení, která má jedince připravit na útěk, únik nebo obranu. Strach motivuje k vyhnutí se nebezpečí nebo k útěku před ním. Kde to není možné, tam se často strach mění na agresi.
Strach rozlišujeme na atavistický, který je vrozený (strach z bouře, ze tmy, z některých zvířat) a naučený (strach ze stáří, osamělosti, ztráty zaměstnání atd.).

## Související pojmy
Strach může mít různé stupně podle intenzity:
- obava, bázeň je méně intenzivní strach, který lze poměrně snadno překonat
- hrůza, děs, zděšení je velmi intenzivní strach vystupňovaný v afekt

Strach je třeba odlišovat od úzkosti, která má zpravidla delší trvání a nemá jasné zacílení – člověk trpící úzkostí nedokáže přesně vyjádřit, čeho se bojí. Zvláštní formou strachu je tréma, strach z neúspěchu a veřejného ponížení.
Strach jako emoce je velmi snadno přenosný, například při požáru ve velkém zalidněném prostoru se strach rychle rozšíří i na další lidi a vypukne panika. Lidé pak často prchají, aniž by věděli, před čím. Strach také podporuje sugestibilitu, člověka, který má strach, snadno oklamou jeho smysly, takže věří, že vidí nebo slyší něco hrůzného – rčení říká, že strach má velké oči. Právě sugestibilita strachu je jedním z hlavních kořenů vzniku různých pověstí, strašidelných příběhů, historek o zjevení apod.
Existují také chorobné formy strachu – nepotlačitelný strach z konkrétních předmětů a situací se označuje jako fobie (klaustrofobie – strach z malých uzavřených prostor, arachnofobie – strach z pavouků atd.).

## Společenská role strachu
Strach se vyvíjí s věkem, od jednoduchých úlekových reakcí kojence, k reakcím na složitější situace (neznámé prostředí, nečekaný smyslový podnět). Strach se postupně mění s prožitými zkušenostmi a více se váže na představivost.
Přestože strach se původně vyvinul jako negativní, varující emoce, pro mnohé lidi jsou určité formy strachu příjemné a často si jej úmyslně vyvolávají – sledováním, čtením či vyprávěním hrůzostrašných příběhů (hororů), ale také provozováním tzv. extrémních sportů.
Některé pohádky vyprávějí o lidech, kteří neznají strach, nejznámější jsou Nebojsa a Jak se Franta naučil bát.

## Strach jako nástroj k manipulaci
V politickém boji bývá strach využíván k manipulaci s voliči.[zdroj⁠?!]